# Trenal
Trenal község Franciaország Burgundia-Franche-Comté régiójában, Jura megyében. Új községként 2017. január 1-jén jött létre a korábbi Trenal és Mallerey község egyesítésével. A korábbi községek egyesülésekor az új község lélekszáma 460 fő lett.
Lakosainak száma 471 fő (2022. január 1.). Trenal Courlaoux, Frébuans, Gevingey, Cesancey, Condamine, Savigny-en-Revermont és Val-Sonnette községekkel határos.

## Népesség
A település népessége az elmúlt években az alábbi módon változott:
| Lakosok száma | 453  | 459  | 458  | 456  | 461  | 466  | 471  |
|               | 2015 | 2017 | 2018 | 2019 | 2020 | 2021 | 2022 |